# ピセイン
ピセイン(Picein)は、オウシュウトウヒ(Picea abies)の菌根に含まれるフェノール化合物である。ピセオールのグルコシドである。